# Paul Schruers
Paul Schruers (1929-2008) est le second évêque d'Hasselt en Belgique.

## Biographie
Schruers est né à Hasselt le 25 octobre 1929. Il ressent une vocation religieuse dès l'âge de 16 ans. Il étudie à l'petit séminaire de Saint-Trond et au Séminaire diocésain de Liège (en), où il est ordonné prêtre en 1954.
De 1957 à 1967, il est professeur de théologie dogmatique au séminaire diocésain de Liège. Il est nommé vicaire général lors de la fondation du diocèse de Hasselt en 1967, et évêque auxiliaire en 1970. Le 15 décembre 1989, il succède à Jozef Heusschen (de) comme évêque. Le pape Jean-Paul II accepte sa démission le 25 octobre 2004
Après une hémorragie cérébrale en mai 2008, il ne s'est jamais complètement rétabli. Il décède le 25 août 2008 et est enterré au prieuré Notre-Dame de Klaarland le 2 septembre, après une messe funéraire dans la cathédrale Saint-Quentin de Hasselt